# Uran
Uran es una ciudad y  municipio situada en el distrito de Raigad en el estado de Maharashtra (India). Su población es de 39439 habitantes (2011). Se encuentra  a 19 km de Bombay y a 118 km de Pune.

## Demografía
Según el censo de 2011 la población de Uran era de 30439 habitantes, de los cuales 15549 eran hombres y 14890 eran mujeres. Uran tiene una tasa media de alfabetización del 91,38%, superior a la media estatal del 82,34%: la alfabetización masculina es del 94,78%, y la alfabetización femenina del 87,82%.